# Amor Sghaier
Amor Sghaier – tunezyjski zapaśnik walczący w stylu wolnym. Brązowy medalista igrzysk afrykańskich w 1978 roku.